# Contemporary Art Museum Moengo
Het Contemporary Art Museum Moengo (CAMM) is een kunstmuseum in Moengo in het district Marowijne, noordoost Suriname.
Het werd opgericht door stichting Kibii en is het enige museum voor hedendaagse kunst in Suriname (stand 2018).  Het is gevestigd aan de Abraham Crijnssenlaan en houdt daarnaast tentoonstellingen in de Tembe Art Studio in Moengo (CAMM II).
Het museum werd in de tweede helft van 2011 opgericht en toont zowel werk van artists-in-residence van de Tembe Art Studio, als werk van kunstenaars die daar niet mee verbonden zijn. De eerste expositie was het sluitstuk van de reizende expositie Kibii Wi Koni van Marcel Pinas, de voorzitter en een van de drijvende krachten achter stichting Kibii.
In 2019 onteigende de regering het pand, waardoor alle activiteiten in Moengo stil kwamen te liggen. Het museum is anno maart 2024 weer open. Het Moengo Festival wil de initiatiefnemer Marcel Pinas vóór maart 2026 hervatten.